# Этеограмматиды
Этеограмматиды:35 (лат. Aetheogrammatidae) — семейство вымерших насекомых из отряда сетчатокрылых. Ископаемые остатки обнаружены в мезозойских отложения северо-востока Китая.

## Этимология
Aetheogrammatidae получило своё именование от типового рода Aetheogramma, которое было составлено на основе двух слов греческого происхождения: aethes («необычный») и gramma («картина»). Впервые семейство было выделено в 2008 году и его описание сделали китайский палеонтолог Дун Жэнь (Dong Ren; Department of Biology, Capital Normal University, Пекин) и американский энтомолог Майкл Энджел (Michael S. Engel; Division of Entomology & Paleoentomology, Natural History Museum, and Department of Ecology & Evolutionary Biology, University of Kansas, Lawrence, Канзас, США).

## Описание
Сравнительно крупные насекомые, размах крыльев до 9 см. Крылья овальные, с округлыми вершинами, без пятен, но с широкими полосами от костального до заднего края. Поперечные жилки многочисленные по всей поверхности крыла. Птеростигмы нет. В переднем крыле поперечные жилки между субкостальными отсутствуют (есть у Ectopogramma). Ветви жилок RP и MP сильно изогнуты (немного изогнуты у Ectopogramma). M раздвоена относительно близко к основанию крыла (очень далеко от основания крыла у Curtogramma). В заднем крыле задний край прямой (выпуклый у Cyclicogramma).
Обнаружены в мезозойских отложениях на северо-востоке Китая: нижний мел (Yixian Formation, провинция Ляонин) и верхний юрский период (Daohugou, Внутренняя Монголия, Китай).
Этеограмматиды наиболее сходны по строению с другим ископаемым семейством насекомых — каллиграмматидами, также включённому в состав надсемейства Psychopsoidea (Myrmeleontiformia).

## Классификация
Первоначально семейство было описано с единственным видом Aetheogramma speciosum, но уже в 2011 году был описан второй род (Ectopogramma), а в 2015 — второй вид в роде Aetheogramma bistriatum, а также несколько видов и родов в семействе. По данным сайта Paleobiology Database, на ноябрь 2018 года в семейство включают 4 вымерших рода: 
- Род Aetheogramma Ren & Engel, 2008
  - Aetheogramma bistriatum Yang et al., 2015[3]
  - Aetheogramma glycophila Khramov, Chen, 2020[6]
  - Aetheogramma speciosum Ren & Engel, 2008
- Род Curtogramma Yang et al., 2015
  - Curtogramma ovatum Yang et al., 2015[3]
- Род Cyclicogramma Yang et al., 2015
  - Cyclicogramma rotundum Yang et al., 2015[3]
- Подсемейство Ectopogrammatinae Engel et al., 2011
  - Род Ectopogramma Engel et al., 2011
    - Ectopogramma kalligrammoides Engel et al., 2011